# Vojakkala (Zweden)
Vojakkala is een dorp binnen de Zweedse gemeente Haparanda. Het dorp bestaat uit twee kernen: Övre-Vojakkala (Fins:Yli-Vojakalla), Nedre-Vojakkala (Fins: Ala-Vojakalla) en ligt in een lintbebouwing langs de Riksväg 99 en de Torne. Vojakkala was van 1916 tot 1992 aangesloten op het Zweedse spoornet via de Haparandalijn, het station droeg de naam Bäverbäck.

## Verwarring
De gemeente Haparanda is tweetalig (met Meänkieli meegerekend zelfs drietalig) en de dorpen zijn bekend onder zowel de Zweedse als Finse naam. Dit schept verwarring met de Finse dorpen aan de overzijde van de Torne. Die dorpen heten exact hetzelfde, alleen zijn daar de hoofdaanduidingen Yli-Vojakalla en Ala-Vojakkala en worden de Zweedse namen gebruikt door de Zweedse minderheid. Er is geen oeververbinding tussen de Zweedse en Finse dorpen. Dat kan alleen 7 kilometer naar het zuiden bij (Haparanda-Tornio) of 64 kilometer naar het noorden bij Övertorneå-Aavasaksa).
Alatalo · Barsk · Haparanda · Kangas · Kankaanranta · Karungi · Kattilasaari · Keräsjänkkä · Keräsjoki · Korpikylä · Korva · Kukkola · Lappträsk · Marielund · Mattila · Nikkala · Parviainen · Purra · Salmis · Seskarö · Säivis · Vojakkala · Vuono · Vittikko